# شیکاتاگانایی
اصطلاح شیکاتاگانایی  بعد از شکست و تسلیم ژاپن در جنگ جهانی دوم به گفتمان ژاپنی ها راه یافته است. 
در پیامد بمباران هیروشیما و ناکازاکی، امپراتور ژاپن هیروهیتو  با اشاره به تراژدی اجتناب ناپذیر جنگ و شرایط غیرقابل کنترل،  بر شیکاتاگانایی تکیه نمود تا شکست پذیری و شکست باوری را توجیه کند.
شیکاتاگانایی (دیگر چاره ای نیست) ، مترادف «این نیز بگذرد» در زبان فارسی است.
در زندگی برای هر فرد یا ملتی، اتفاقات پیش بینی‌نشده‌ای روی می‌آید که هنگام وقوع از کنترل خارج است و راهکار فوری برای آن وجود ندارد، یعنی از وقوع آن به هیچ صورت نمی‌توان جلوگیری نمود (مثلزلزله ویرانگر در شهرکوبه و...) از دید ژاپنی ها در اینگونه مواقع شیکاتاگانایی به اعتماد به نفس و غلبه بر پوچی و درماندگی کمک می‌کند و با تکیه بر آن می‌توان مشکلات و پیامدهای آنرا تحمل کرد. 
تکیه بر شیکاتاگانایی از سال ۱۵۸۲ میلادی که یکی از پادشاهان ژاپن  به محاصره دشمنانش می‌افتد، سابقه دارد. 
بنای یادبود شیکاتاگانایی در شهر «سان نوزه نو» ژاپن است. 